# Sisyrinchium tucumanum
Sisyrinchium tucumanum är en irisväxtart som beskrevs av Pierfelice Ravenna. Sisyrinchium tucumanum ingår i släktet gräsliljor, och familjen irisväxter. Inga underarter finns listade i Catalogue of Life.